# Euaugaptilus facilis
Euaugaptilus facilis är en kräftdjursart som först beskrevs av Farran 1908.  Euaugaptilus facilis ingår i släktet Euaugaptilus och familjen Augaptilidae. Inga underarter finns listade i Catalogue of Life.